# Melanie Bender
Melanie Bender (* 7. Dezember 1974 in Mainz) ist eine deutsche Dance- und Rock-Sängerin.
Ihr Vater ist der 2006 verstorbene Sänger, Musikproduzent und Komponist Steve Bender, der ihr Talent schon als Kind entdeckte. Sie lernte Schlagzeug und beruflich die Zahntechnik, brach die Ausbildung aber ab und sattelte Anfang der 1990er Jahre – vom Produzenten Ralph Siegel ermutigt – auf den Beruf der Sängerin um.
Nach der Single Der Sommer ist vorbei kam sie als Vertreterin Deutschlands zum Eurovision Song Contest 1994 nach Irland, wo sie mit der Gesangsgruppe Mekado (dem von Ralph Siegel zusammengestellten Girl-Trio) den dritten Platz errang. Nach Auftritten in TV-Shows, bei der ZDF-Hitparade usw. entschloss sie sich, mehr als Solistin tätig zu sein. Ihr zweites Solo-Album wurde noch von ihrem Vater produziert.

## Diskografie
Mit Mekado
→ Siehe Mekado (Diskografie)
Alben
- Melanie Bender (1996), Critique (USA)
- You Just Want Sex (1997), Avex Trax (Japan)

Singles
- Der Sommer ist vorbei / Nicht schon wieder (1993), Olympia
- Burning Up (1994), Jupiter Records
- You Just Want Sex [12″-Vinyl, CD-Maxi] (1995, 1996), Cold Front (US), Critique (US), Avex Trax (Japan); G.I.B. Music & Distribution (D)
- Hey Mother [12″-Vinyl] (1996), Popular Records (Canada)